# اکراسان
اَکراسان یا مرغ‌مقدسیان (نام علمی: Threskiornithidae)خانواده‌ای از پرندگان است که در آب و خشکی راه می‌روند و منقار برجسته و گردن و پاها و انگشتان جلوی بلند دارند.

## فهرست گونه‌ها
خانواده: THRESKIORNITHIDAE
- زیرخانواده: اکراس - Ibises
  - سرده مرغ‌مقدسی
    - اکراس مقدس آفریقایی،  Threskiornis aethiopicus
    - اکراس مقدس مالاگاسی،  Threskiornis bernieri
    - †اکراس رئونیون،  Threskiornis solitarius extinct
    - اکراس سرسیاه،  Threskiornis melanocephalus
    - اکراس سفید استرالیا،  Threskiornis molucca
      - اکراس سفید سلیمان،  Threskiornis molucca pygmaeus

    - اکراس گردن‌کاهی،  Threskiornis spinicollis

  - سرده اکراس‌نما
    - اکراس پس‌سرسرخ،  Pseudibis papillosa
    - اکراس شانه‌سفید،  Pseudibis davisoni
    - اکراس غول،  Pseudibis gigantea

  - سرده اکراس‌های سرتاس
    - اکراس سرتاس شمالی،  Geronticus eremita
    - اکراس سرتاس جنوبی،  Geronticus calvus

  - سرده Nipponia
    - اکراس کاکلی،  Nipponia nippon 

  - سرده نوک‌خمیده‌ها
    - اکراس زیتونی،  Bostrychia olivacea
    - اکراس سائوتومه،  Bostrychia bocagei
    - اکراس سینه‌خالدار،  Bostrychia rara
    - اکراس هادادا،  Bostrychia hagedash
    - اکراس غبغبک‌دار،  Bostrychia carunculata

  - سرده نوک‌تیره‌ها
    - اکراس سربی،  Theristicus caerulescens
    - اکراس گردن‌نخودی،  Theristicus caudatus
    - اکراس رخ‌سیاه،  Theristicus melanopis

  - سرده Cercibis
    - اکراس دم‌تیز،  Cercibis oxycerca

  - سرده Mesembrinibis
    - اکراس سبز،  Mesembrinibis cayennensis

  - سرده Phimosus
    - اکراس رخ‌برهنه،  Phimosus infuscatus

  - سرده اکراس‌های باشکوه
    - اکراس سفید آمریکایی،  Eudocimus albus
    - اکراس آجری،  Eudocimus ruber

  - سرده داسی‌ها
    - اکراس سیاه،  Plegadis falcinellus
    - اکراس رخ‌سفید،  Plegadis chihi
    - اکراس پونا،  Plegadis ridgwayi

  - سرده Lophotibis
    - اکراس ماداگاسکار،  Lophotibis cristata
- زیرخانواده: کفچه‌نوک - Spoonbills
  - سرده Platalea
    - کفچه‌نوک اوراسیایی،  Platalea leucorodia'
    - کفچه‌نوک رخ‌سیاه،  Platalea minor
    - کفچه‌نوک آفریقایی،  Platalea alba
    - کفچه‌نوک شاهی،  Platalea regia
    - کفچه‌نوک نوک‌زرد،  Platalea flavipes
    - کفچه‌نوک گلگون،  Platalea ajaja